# TVR 350i
La TVR 350i est une voiture construite par TVR entre 1983 et 1989. Elle appartient la famille des TVR "Wedges" (nom donné aux TVR des années 1980 en raison de leur design cunéiforme).

## Conception
Le propriétaire de la marque TVR, Peter Wheeler, n'était pas tout à fait satisfait par le niveau de performances offert par la Tasmin 280i équipée du V6 Ford 2.8 Cologne. C'est ainsi que l'idée vint de monter le V8 Rover 3.5 à la place du V6. La Tasmin 350i fut lancée en 1983. Le nom Tasmin fut abandonné l'année suivante, pour devenir simplement "350i".

## Caractéristiques techniques
La TVR 350i possède un empattement de 2,388 m pour une longueur totale de 4,01 m et une largeur de 1,73 m. Le coefficient de pénétration dans l'air de la voiture est de 0,37.
Le V8 Rover 3.5 litres, dont la conception remonte au début des années 60, possède un alésage de 88,9 mm et une course de 71,12 mm. Un arbre à cames central commande l'ouverture des 16 soupapes en tête. L'alimentation en essence fait appel à une injection électronique Bosch L-Jetronic. Le moteur, refroidi par eau, a un vilebrequin à 5 paliers, et un rapport volumétrique de 9.7:1. La puissance est de 197 ch à 5300 tr/min, pour un couple de 298 N m à 4000 tr/min.
La transmission est manuelle à 5 vitesses, avec un rapport de pont de 3.54:1. Comme les roues avant, les roues arrière motrices sont chaussées de pneus en 205/60 R15.

## Performances
Selon le magazine AutoCar la TVR 350i est capable de passer de 0 à 100 km/h en 6,8 secondes, d'atteindre les 160 km/h en 20,1 secondes et de parcourir le 400m départ arrêté en 14,8 secondes. La vitesse de pointe mesurée de la voiture est de 222 km/h. La consommation moyenne est de 13 litres aux 100 km.